# Цвинтар XVIII-XIX століття (Кривий Ріг)
Цвинтар XVIII—XIX століття знаходиться у селищі Зелене Інгулецького району м. Кривий Ріг.

## Передісторія
Пам'ятка пов'язана з подіями XVIII—XIX ст. На втраченому запорізькому цвинтарі залишилося поховання Івана Плюваки (1710—1777), засновника села Зеленого.
Рішенням Дніпропетровського облвиконкому від 27.07.1995 р. № 175 об'єкт було взято на державний облік з охоронним номером 6355.

## Пам'ятка
Зовнішні ознаки цвинтарю відсутні. Збереглася тільки одна могила, обмежена металевою огорожею, розмірами 3,45×2,6 м, висотою 0,5 м, з хвірткою 0,60 м. По кутах встановлено металеві стовпи з кулями. Огорожа пофарбована у синій колір. В середині огорожі лежить прямокутна плита з бетонної крихти зі скошеними гранями розмірами 1,50х0,43-0,50 м, товщиною 15 см, без написів. Біля широкої сторони плити на бетонному постаменті розмірами 0,50х0,40х0,35 м стоїть дерев'яний православний хрест, основна дошка якого має ширину 20 см. На верхній частині хреста розміщено дашок з оцинкованого заліза.